# Węgierscy posłowie do Parlamentu Europejskiego 2004–2009
Węgierscy posłowie VI kadencji do Parlamentu Europejskiego zostali wybrani w wyborach przeprowadzonych 13 czerwca 2004.

## Lista posłów
Wybrani z listy Węgierskiej Partii Obywatelskiej „Fidesz”
- Etelka Barsiné Pataky
- Zsolt Becsey
- Antonio de Blasio, poseł do PE od 31 lipca 2006
- Kinga Gál
- Béla Glattfelder
- András Gyürk
- Lívia Járóka
- Csaba Őry
- Pál Schmitt
- György Schöpflin
- László Surján
- József Szájer

Wybrani z listy Węgierskiej Partii Socjalistycznej
- Alexandra Dobolyi
- Szabolcs Fazakas
- Zita Gurmai
- Gábor Harangozó
- Gyula Hegyi
- Edit Herczog
- Magda Kósáné Kovács
- Katalin Lévai
- Csaba Tabajdi

Wybrani z listy Związku Wolnych Demokratów
- Viktória Mohácsi, poseł do PE od 29 listopada 2004
- István Szent-Iványi

Wybrany z listy Węgierskiego Forum Demokratycznego
- Péter Olajos

Byli posłowie VI kadencji do PE
- Gábor Demszky (wybrany z listy Związku Wolnych Demokratów), do 28 października 2004, zrzeczenie
- István Pálfi (wybrany z listy Węgierskiej Partii Obywatelskiej „Fidesz”), do 15 lipca 2006, zgon